# کوواچواتس، یاگودینا
کوواچواتس (به صربی: Kovačevac) یک روستا در صربستان است که در ناحیه پوموراولیه واقع شده‌است.
 کوواچواتس  ۲۳۵ نفر جمعیت دارد.